# Overstock.com
Overstock.com, Inc., ook bekend onder de afkorting O.co, is een Amerikaanse webwinkel die haar hoofdzetel heeft in Cottonwood Heights (Utah). 

## Geschiedenis
Het bedrijf werd in mei 1999 opgestart door CEO Patrick M. Byrne. Oorspronkelijk verkocht Overstock.com overschotten en teruggegeven goederen, terwijl het bedrijf nu ook nieuwe spullen aanbiedt. In 2002 trok Overstock.com naar de beurs. Begin-2011 begon het bedrijf de kortere naam "O.co" te gebruiken, maar omdat die afkorting tot verwarring leidde, is men daarop teruggekomen. Eveneens in 2011 kocht het bedrijf de naamrechten op het McAfee Coliseum in Oakland, dat nu O.co Coliseum heet.
Op 9 januari 2014 werd Overstock.com de eerste grote retailer die de elektronische munteenheid Bitcoin als betalingsmiddel aanvaardt.